# Paul de Vigne

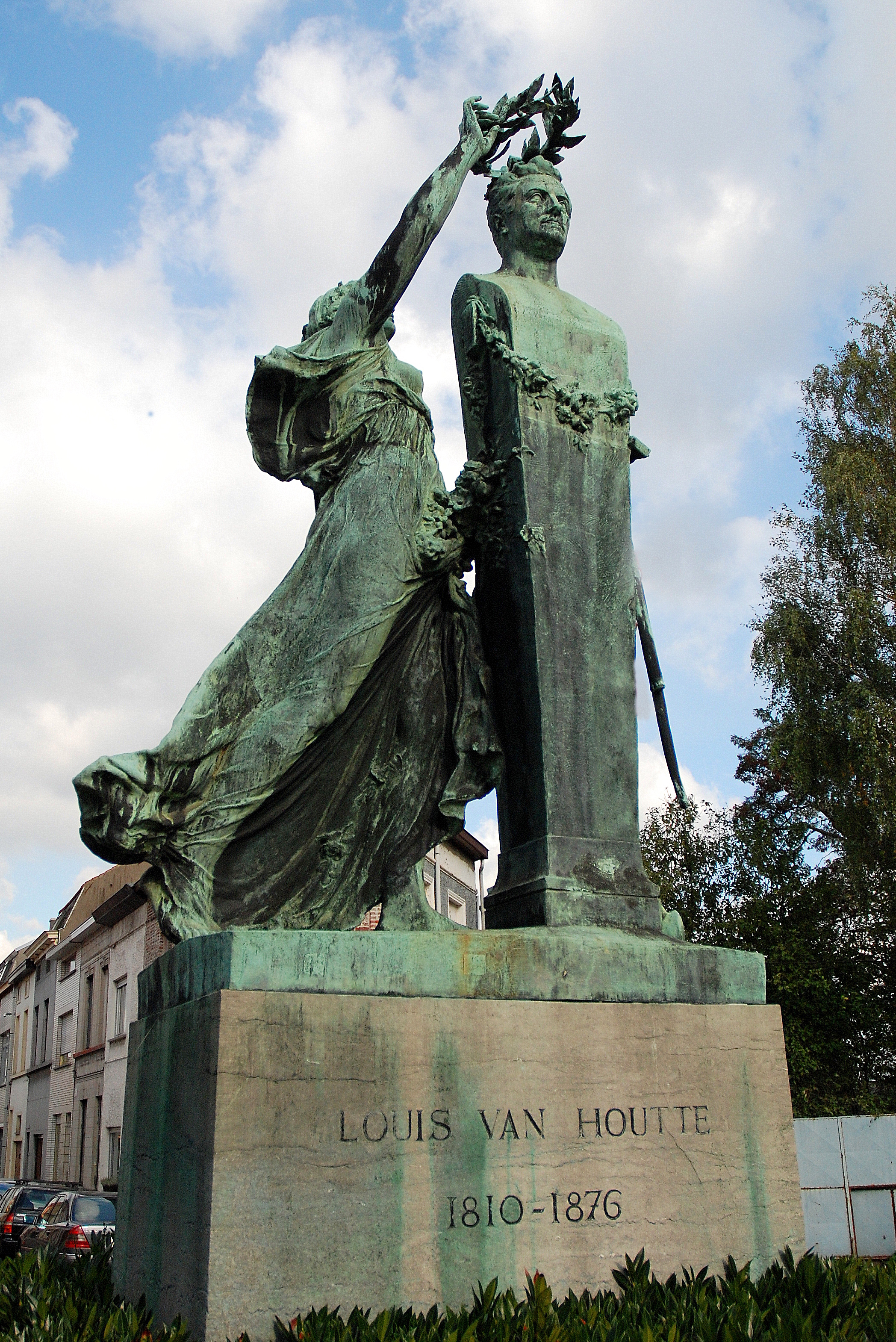
Louis Van Houtte, obra de Paul de Vigne.

Paul de Vigne (Gante, 1843 - Schaerbeek, 1901) fue un escultor belga.
Fue formado por su padre, Pieter de Vigne, que también era escultor, y expuso su Fra Angélico da Fiesole en el salón de Gante en 1868. En 1872 expuso en Bruselas una estatua de mármol, Heliotropo (galería de Gante) y en 1875 Beatriz y Domenica. Fue contratado por el gobierno para realizar las cariátides Conservatorio Real de Bruselas. Hay estatuas de Vigne en el monumento Anspach (plaza de Brouckère, Bruselas), en el «Petit Sablon» y una estatua del Désiré De Haerne (Kortrijk). Oscar Berchmans fue su alumno.
En 1906, la ciudad de Schaerbeek llamó a una de sus calles Paul Devigne.